# Ischy
Ischy ou Eschy (en syriaque : ܐܫܝ, en kurde : Şê, et en turc : Onbudak) est un ancien village assyro-chaldéen situé dans le district d'Uludere de la province de Şırnak (aujourd'hui en Turquie).
Avant sa disparition, il était l'un des derniers villages assyriens du pays (il en existait neuf dans la région). Il est représentatif de l'exode des Assyro-Chaldéens vivant dans la région au cours du XXe siècle.

## Localisation
Le village, à flanc de montagne et entouré de forêts, est situé le long de la rivière Eneid Chiteidazzo dans le piémont du Hakkiari, région montagneuse aujourd'hui turque de l'Anatolie du Sud-Est.

Il est à 25 km à l'ouest d'Uludere, chef-lieu de l'arrondissement dont dépend le village, à environ 12 km au nord à vol d'oiseau de la frontière irakienne, et à environ 47 km au nord-est à vol d'oiseau de la frontière syrienne.
Le village est atteignable grâce à une seule et unique route que l'on peut prendre depuis le village kurde voisin de Şenoba (ancien village assyrien auparavant appelé Ségueirik) au sud-ouest.

## Histoire

### Antiquité
La région d'Ischy, peuplée de hourrites puis d'araméens, appartient tout d'abord au royaume de Mittani entre le XVIIe siècle et le XIIIe siècle avant notre ère.
Le roi d'Assyrie Sennachérib conquiert la région en 697 av. J.-C., alors aux mains des urartiens (ancêtres des actuels arméniens). Puis, selon l'historien grec Hérodote, Cyaxare, le roi des Mèdes, fait ensuite passer la région sous sa coupe à la fin du VIIe siècle av. J.-C.. Vers le milieu du VIe siècle av. J.-C., la zone devient perse, dominée par l'empire achéménide de Cyrus le Grand.
En 331 av. J.-C., la région d'Ischy est conquise par les armées d'Alexandre le Grand, avant de passer aux mains des parthes.
Durant la période romaine, la région se retrouve intégrée à la province d'Assyrie, avant de repasser sous domination perse avec les Sassanides.

### Ischy chrétienne
Le village (autrefois nestorien puis devenu catholique), qui existe depuis plus de 1000 ans, est bâti autour de l'église catholique chaldéenne édifiée au IXe siècle de Mar Yawsep Hazzaya (en français : Saint Joseph le voyant), saint patron local ayant vécu au VIIe siècle. Une deuxième église, Mart Maryam Qaraya (en français : Notre-Dame de Qarayé), construite entre avril 1969 et septembre 1970, était située dans la partie en aval de la rivière du village appelée Qarayé. Les églises locales étaient reliées au diocèse de Gazarta (en syriaque : ܓܙܪܬܐ). Le prêtre est alors le chef du village
Les habitants se répartissaient en sept clans (qui fondèrent le village) :
| - Beth Avdo - Beth Koma - Beth Sappanes |  | - Beth Danno - Beth Yonané Yomo - Beth Poles Hanna |  | - Beth Bichaqqe |

Lors des invasions mongoles en Anatolie de 1241-1243, le village est rasé par les troupes de Baïdju.
On pense que beaucoup d'assyriens seraient venus se réfugier dans la région au tout début du XVe siècle pour fuir les massacres des troupes de Tamerlan dans les plaines mésopotamiennes.
Durant la période ottomane, les villageois d'Ischy étaient des Rayats de la principauté du Botan soumis à l'autorité de l'agha kurde local (quasi-indépendant du pouvoir central turc à Constantinople à cause de l'isolement et de l'inaccessibilité des montagnes), qui leur devait théoriquement protection en échange de la moitié du produit de leur travail. Administrativement, le village était situé dans le sandjak de Mardin de l'ancienne province de la Vilayet de Diyarbekir.
De nombreux liens (mariages, enterrements, fêtes religieuses et échanges commerciaux) existaient entre Ischy et les villages assyriens voisins (notamment Hoz, Meer et Baznayé), tous en autosuffisance alimentaire. Ischy était également entouré de quelques villages kurdes (dont certains d'origine assyrienne ou arménienne remplacés par des populations kurdes à la suite de massacres et spoliations, et dont les noms des villages ont été changés).
Entre juin 1843 et 1846, de nombreux habitants du village sont massacrés par les autorités kurdes de Bedirxan Beg et de Nurullah Beg, avec la permission des pachas de Mossoul successifs (notamment Sherif Pacha et Tayyar Pacha entre autres).

### XXesiècle
En 1915, Ischy, tout comme les autres villages assyriens de la région, n'échappe pas au génocide assyrien perpétré par l'Empire ottoman sur les populations chrétiennes. Durant ces massacres, de nombreux habitants du village assyrien de Hoz se réfugient à Ischy.
Entre 1923 et 1926, de nombreuses familles fuient le village et les persécutions pour s'installer dans le nord de l'Irak, puis à nouveau après la seconde Guerre mondiale en 1945.
Ischy est officiellement renommée Onbudak en 1958 par le gouvernement turc et sa politique de turquisation.
En 1964 est construite la première école du village par le gouvernement turc (et ce n'est qu'à partir de cette période que les habitants du village se mettent à apprendre le turc en plus de l'araméen, leur langue natale, et du kurde, la langue locale), et en 1975 y sont construites trois fontaines pour approvisionner les habitants en eau.
D'une population de 620 habitants en 1977, la population d'Ischy et des villages assyro-chaldéens de la région émigre massivement de Turquie pour s'installer d'abord à Istanbul à partir de 1972, puis à l'étranger à partir de 1979 et ce durant une décennie, à la suite des différents conflits et exactions touchant la région (guérilla du PKK, discriminations subies par les populations turques et kurdes, etc.). En 1983, les populations kurdes environnantes s'approprient les biens abandonnés du village et l'occupent pendant un temps.
En août 1993, le village est bombardé et rasé par le gouvernement turc,.
Aujourd'hui, la plupart des anciens habitants du village et leurs descendants vivent en région parisienne (les premiers arrivant en 1979), dans le Val-d'Oise notamment (comme à Sarcelles et dans les villes limitrophes,).

## Démographie
| Année | Habitants |
| ----- | --------- |
| 1913  | 200       |
| 1977  | 620       |
| 1985  | 317       |
| 1987  | 0         |

## Économie
Les Ischayés étaient connus comme étant principalement agriculteurs (maïs, blé, orge, seigle, mûres, raisins, pommes, poires, prunes, grenades, figues, noix, tomates, concombres, choux et haricots verts), éleveurs (bovins et chevaux), bergers (moutons et chèvres), viticulteurs ou artisans (principalement tailleurs).
Durant la période estivale de transhumance (sur le mont Khanga principalement), les habitants se déplacaient avec leurs troupeaux à 1800 m d'altitude pour profiter d'un temps plus frais. Durant cette même période, les forgerons du village de Hoz se rendaient dans d’autres villages dont celui d’Ischy pour y travailler le fer, et revenaient à Hoz au début de l’hiver.
Le village possédait un moulin à eau pour y transformer les grains blé en farine, et les habitants du village de Baznayé se rendaient à Ischy pour se procurer de la farine.